# Kosta Pećanac
Konstantin "Kosta" Milovanović Pećanac (em sérvio:  Константин Коста Миловановић Пећанац; 1879–1944) foi um comandante Chetnik sérvio e iugoslavo (vojvoda) durante as Guerras dos Balcãs, Primeira Guerra Mundial e Segunda Guerra Mundial. Entre as guerras foi um importante líder das associações de veteranos do Chetnik, e era conhecido pela sua forte hostilidade ao Partido Comunista Iugoslavo, o que o tornou popular nos círculos conservadores. Como presidente da Associação Chetnik durante a década de 1930, transformou-a numa organização política sérvia agressivamente partidária, com mais de meio milhão de membros. Durante a Segunda Guerra Mundial, Pećanac colaborou tanto com a administração militar alemã quanto com seu governo fantoche no território da Sérvia ocupado pelos alemães.
Pouco antes da invasão da Iugoslávia pelo Eixo em abril de 1941, o governo iugoslavo forneceu a Pećanac fundos e armas para formar unidades de guerrilha no sul da Sérvia, Macedônia e Kosovo. Ele formou um destacamento de cerca de 300 homens, principalmente no vale do rio Toplica, no sul da Sérvia, que evitou a destruição durante a invasão. Nos primeiros três meses após a rendição, Pećanac reuniu mais tropas de refugiados sérvios que fugiam da Macedónia e do Kosovo. No entanto, os seus Chetniks lutaram apenas contra grupos albaneses na região e não enfrentaram os alemães. Após a revolta no território ocupado no início de julho de 1941, Pećanac rapidamente decidiu abandonar a resistência contra os ocupantes e, no final de agosto, concluiu acordos com as forças de ocupação alemãs e o governo fantoche de Milan Nedić para colaborar com eles e combater o Partidários liderados pelos comunistas. Em julho de 1942, o líder rival Chetnik, Draža Mihailović, providenciou para que o governo iugoslavo no exílio denunciasse Pećanac como um traidor, e sua colaboração contínua com os alemães arruinou o que restava da reputação que ele havia desenvolvido nas Guerras dos Balcãs e na Primeira Guerra Mundial.
Os alemães rapidamente perceberam que os Chetniks de Pećanac, cujo número cresceu para 8.000, eram ineficientes e pouco confiáveis, e mesmo o governo Nedić não confiava neles. Eles foram completamente dissolvidos em março de 1943. O próprio Pećanac foi internado pelo regime de Nedić durante algum tempo e foi morto por agentes de Mihailović em maio ou junho de 1944.

## Biografia
Kosta Milovanović nasceu numa aldeia perto de Dečani em 1879, embora algumas fontes identifiquem erroneamente o ano como 1871. Seu pai, Milovan, era guardião do mosteiro Visoki Dečani. O pai de Pećanac e seu irmão Milosav lutaram na Guerra Russo-Turca de 1877-1878. Em 1883, seus pais foram mortos em um ataque de albaneses ao mosteiro. Depois desse ponto, Pećanac foi cuidado por seu tio na aldeia de Đurakovac, perto de Peć, por um período de tempo desconhecido. 
Chegou à Sérvia em 1892 aos 14 anos e trabalhou como mercenário. Aos 21 anos, foi convocado para o serviço militar e serviu no corpo de engenheiros, tornando-se oficial da reserva. Mais tarde, ele trabalhou como cabo na polícia de fronteira perto de Vranje. Pećanac foi dispensado em algum momento por razões desconhecidas e mais tarde juntou-se aos Chetniks. Enquanto servia com eles, recebeu o apelido de "Pećanac", derivado do nome da cidade onde cresceu. 

### Macedônia e as Guerras dos Balcãs
Em 1895, eclodiu a guerra na Macedônia contra o Império Otomano. Pećanac juntou-se à Organização Chetnik Sérvia em 1903, e lutou contra o exército otomano em várias batalhas significativas, incluindo a de Šuplja Stena (perto de Pčinja) e Čelopek (perto de Staro Nagoričane).  O diácono do Vladika de Žiča e comandante (Servo-croata: vojvoda / војвода) Jovan Grković-Gapon sugeriu atribuir a Pećanac o título de vojvoda; em uma reunião no dia de Natal de 1904, Pećanac recebeu o título aos 25 anos. No período entre 1905 e 1907, liderou várias batalhas importantes contra o exército otomano na região de Skopje.  Em 1908, Pećanac casou-se com Sofia Milosavljević, da cidade de Aleksinac. Ele teve quatro filhos com ela.  Em 1910, à medida que as lutas na Macedónia se intensificavam, ele deixou os filhos e a esposa grávida e regressou ao campo de batalha. 
Na Primeira Guerra dos Balcãs, travada de outubro de 1912 a maio de 1913, Pećanac foi mobilizado no Terceiro Exército Sérvio, ocupando o posto de sargento da Divisão Morava. Ele participou da derrota dos albaneses em Merdare, da Batalha de Kumanovo e da captura de Metohija.  Durante a Segunda Guerra dos Balcãs, travada de 29 de junho a 10 de agosto de 1913, acredita-se que Pećanac tenha estado estacionado na frente de Kitka, na montanha Osogovo, ao longo dos rios Zletovska e Bregalnica. Lá, sua divisão participou da Batalha de Bregalnica com os búlgaros. Depois do fracasso dos ataques búlgaros, enviaram parlamentares em busca de uma trégua, mas o lado sérvio recusou e os combates continuaram. Depois que sua divisão suportou seis dias de combates intensos, os búlgaros foram derrotados em Grljani, perto de Vinica. 

### Primeira Guerra Mundial
Após o fim desastroso da campanha sérvia no final de 1915, Pećanac escapou para Corfu junto com o exército e o governo sérvios em retirada, e finalmente juntou-se à frente da Macedônia. Em 1915, Pećanac recebeu várias medalhas por seu "mérito na luta", incluindo três medalhas de ouro por bravura, uma por virtude militar e a Ordem da Estrela de Karađorđe (4ª classe) por seu serviço na Primeira Guerra Mundial e possivelmente também por suas realizações militares anteriores. 
Em setembro de 1916, o Alto Comando Sérvio enviou o então tenente Pećanac por via aérea para Mehane (sudoeste de Niš, na região de Toplica) para preparar um levante de guerrilha em apoio a uma ofensiva aliada planejada. Lá, Pećanac contatou vários grupos de guerrilheiros, conhecidos como Komitadji. Pećanac uniu forças com o líder local Kosta Vojinović, e ambos estabeleceram quartéis-generais no Monte Kopaonik. A rivalidade desenvolveu-se rapidamente entre os dois líderes, principalmente porque Pećanac só tinha ordens para se preparar para apoiar a planeada ofensiva aliada, mas Vojinović estava a conduzir operações que poderiam resultar numa ação preventiva por parte das forças de ocupação búlgaras. As coisas chegaram ao auge em janeiro–fevereiro de 1917, quando os búlgaros começaram a recrutar sérvios locais para o serviço militar. Numa reunião de líderes guerrilheiros para discutir se deveriam iniciar uma revolta geral, Pećanac foi derrotado na votação. No entanto, os acontecimentos tinham ultrapassado os líderes e eles estavam essencialmente a juntar-se a uma revolta popular que já estava em curso. Depois que os guerrilheiros sob o comando de Pećanac enfrentaram os búlgaros, ele foi aclamado como um líder da resistência, embora tivesse sérias reservas sobre o resultado final, uma vez que os búlgaros e austro-húngaros comprometessem um grande número de tropas para subjugar o levante. Os guerrilheiros aproximavam-se de Niš no início de março, quando as forças de ocupação partiram para a ofensiva. Pećanac aconselhou os seus lutadores a se esconderem nas florestas e montanhas, enquanto Vojinović ordenou que os seus lutassem até a morte. Em 25 de março, a revolta foi esmagada.  A participação de Pećanac na rebelião teve um grande custo pessoal; três de seus filhos morreram durante o internamento na Bulgária. 
Em abril de 1917, Pećanac ressurgiu com os seus guerrilheiros, atacando uma estação ferroviária, destruindo uma ponte e invadindo uma aldeia búlgara na fronteira. Pećanac evitou uma nova ofensiva das forças de ocupação em julho, desaparecendo mais uma vez nas montanhas. Depois de emergir por um curto período de tempo, em setembro-outubro de 1917, Pećanac dispersou novamente os seus guerrilheiros e infiltrou-se na zona ocupada pela Áustria-Hungria, onde permaneceu escondido até meados de 1918.  Durante o seu período na clandestinidade, reuniu-se com o líder albanês Kosovar, Azem Galica, para discutir acções conjuntas contra as forças de ocupação. 

### Período entre guerras
Pećanac foi a figura mais proeminente do movimento Chetnik durante o período entreguerras.  Durante as eleições para a Assembleia Constitucional de 1920 para o recém-criado Reino dos Sérvios, Croatas e Eslovenos, o primeiro-ministro Nikola Pašić enviou Pećanac a Sandžak com ordens para intimidar a população muçulmana local na esperança de manter a participação baixa.  No mesmo ano, as tentativas do governo jugoslavo de desarmar e recrutar albaneses do Kosovo foram recebidas por revoltas. Pećanac foi enviado ao Kosovo para formar destacamentos compostos por sérvios locais para combater os rebeldes. Isto resultou em ataques rebeldes às aldeias sérvias. 
Pećanac teve um papel de liderança na Associação contra os Bandidos Búlgaros, uma organização que aterrorizou arbitrariamente os búlgaros na região de Štip.  Ele também serviu como comandante da Organização dos Nacionalistas Iugoslavos (ORJUNA).  Em 1922, após o assassinato fracassado de um proeminente membro do Partido Radical Popular no distrito de Deževa, as autoridades enviaram Pećanac e seus Chetniks para lutar contra Jusuf Mehonjić, que estava por trás da tentativa de assassinato, e sua unidade de bandidos. Nesta ação, os Chetniks de Pećanac mataram 28 habitantes muçulmanos da aldeia de Starčevići, perto de Tutin . Eles não conseguiram capturar Mehonjić e, finalmente, a unidade de Mehonjić derrotou os Chetniks de Pećanac em uma batalha.  Pećanac esteve presente como membro do parlamento no assassinato do líder do Partido Camponês Croata (HSS), Stjepan Radić, e dos deputados do HSS, Pavle Radić e Đuro Basariček, em 20 de junho de 1928. Antes do tiroteio, ele foi acusado pelo deputado do HSS, Ivan Pernar, de ser responsável pelo massacre de 200 muçulmanos em 1921. 
Pećanac tornou-se presidente da Associação Chetnik em 1932.  Ao abrir a adesão à Associação Chetnik a novos membros mais jovens que não haviam servido na Primeira Guerra Mundial, ele fez a organização crescer durante a década de 1930, passando de uma associação nacionalista de veteranos focada na proteção direitos dos veteranos a uma organização política sérvia agressivamente partidária com 500.000 membros em todo o Reino da Iugoslávia.  Durante este período, Pećanac formou laços estreitos com o governo de extrema-direita da União Radical Iugoslava de Milan Stojadinović.  Pećanac era conhecido por sua hostilidade ao Partido Comunista da Iugoslávia, o que o tornou popular entre os conservadores, especialmente aqueles do partido de Stojadinović.  

### Segunda Guerra Mundial
Pouco antes da invasão do Reino da Iugoslávia pelo Eixo em abril de 1941, Pećanac foi solicitado pelo Ministério do Exército e da Marinha iugoslavo para se preparar para operações de guerrilha e proteger a área sul da Sérvia, Macedônia e Kosovo dos pró-búlgaros e pró- Rebeldes albaneses. Ele recebeu dinheiro e armas e conseguiu armar várias centenas de homens no vale do rio Toplica, no sul da Sérvia. A força de Pećanac permaneceu intacta após a ocupação alemã da Sérvia e complementou a sua força com refugiados sérvios que fugiam da Macedónia e do Kosovo. Os destacamentos de Pećanac lutaram contra bandos albaneses no início do verão de 1941.  Nessa época e por um tempo considerável depois, apenas os destacamentos sob o comando de Pećanac foram identificados pelo termo "Chetnik".  Com a ascensão dos Partidários comunistas, Pećanac desistiu de qualquer interesse na resistência e no final de agosto chegou a acordos tanto com o governo fantoche sérvio como com as autoridades alemãs para realizar ataques contra os Partidários.  
Enquanto concluía acordos com os alemães, em 18 de agosto de 1941, Pećanac recebeu uma carta de Draža Mihailović solicitando que se chegasse a um acordo onde Pećanac controlaria os Chetniks ao sul do rio Morava Ocidental, enquanto Mihailović controlaria os Chetniks em todas as outras áreas.  Pećanac recusou o seu pedido e sugeriu que poderia oferecer a Mihailović o cargo de chefe do Estado-Maior e recomendou que os destacamentos de Mihailović se dissolvessem e se juntassem aos seus destacamentos. Entretanto, Pećanac providenciou a transferência de vários milhares dos seus Chetniks para a Gendarmaria Sérvia para actuarem como auxiliares alemães. 

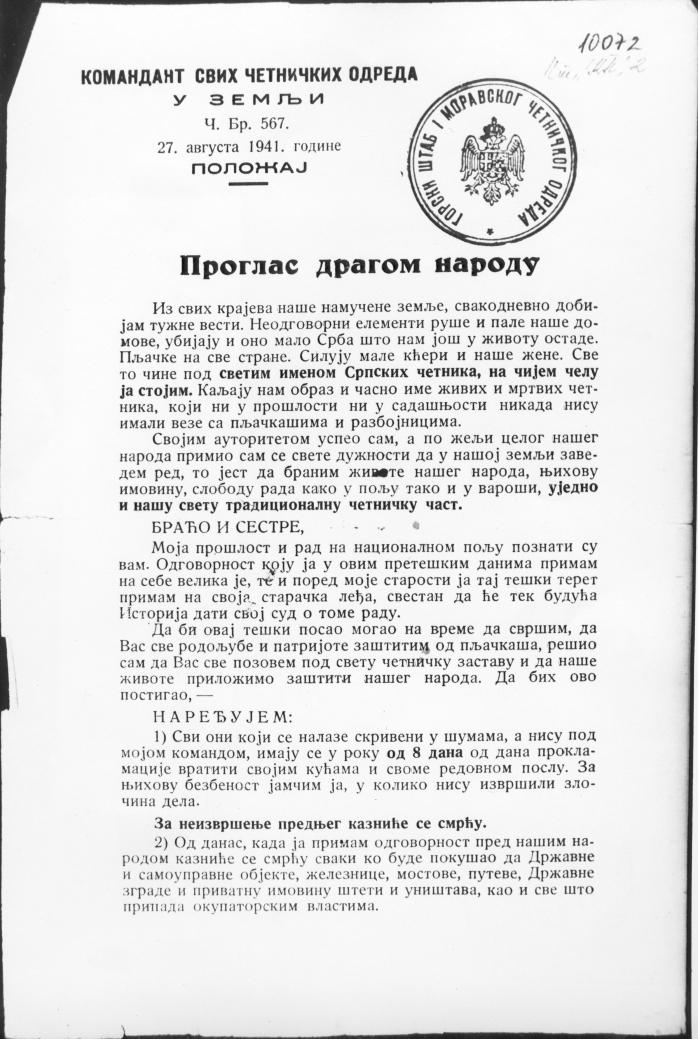
"Proclamação ao querido povo" de Pećanac

Em 27 de agosto, Pećanac emitiu uma "Proclamação ao Querido Povo" aberta, na qual se retratou como um defensor e protetor dos sérvios e apelou "aos destacamentos que foram formados sem a sua aprovação" para se unirem sob o seu comando. Exigiu que os indivíduos escondidos nas florestas regressassem imediatamente às suas casas e que cessassem os actos de sabotagem contra os ocupantes ou os perpetradores enfrentariam a morte. 
Em setembro de 1941, alguns dos subordinados de Pećanac romperam as fileiras para se juntarem aos guerrilheiros na luta contra os alemães e seus auxiliares sérvios. Na região de Kopaonik, um subordinado anteriormente leal de Pećanac começou a atacar estações da gendarmaria local e a entrar em confronto com bandos armados de muçulmanos albaneses. No final de outubro, os alemães decidiram parar de armar os elementos "não confiáveis" dos Chetniks de Pećanac e anexaram o restante às outras forças auxiliares sérvias.  Em 16 de novembro, o ocupante alemão realizou uma reunião em Niš entre representantes do governo de Nedić e colaboradores albaneses proeminentes do Kosovo para impedir a continuação da violência étnica e religiosa entre grupos colaboracionistas. O lado albanês culpou o lado sérvio como instigador do conflito, citando o envolvimento de Pećanac no ataque a Novi Pazar. Pećanac foi forçado a responder ao Ministro do Interior do governo traidor, Milan Aćimović, e ao representante alemão. Ele disse que o seu comandante Mešan Đurović possivelmente participou no ataque e proibiu-o de atacar as forças albanesas na região. Em troca, os alemães garantiram que as forças albanesas entrarão com menos frequência em território sérvio. 
Em 7 de outubro de 1941, Pećanac enviou um pedido a Milan Nedić, o chefe do governo fantoche sérvio, para uma organização mais forte, suprimentos, armas, fundos salariais e muito mais. Com o tempo, seus pedidos foram atendidos e um oficial de ligação alemão foi nomeado para o quartel-general de Pećanac para ajudar a coordenar as ações. De acordo com dados alemães, em 17 de janeiro de 1942, um total de 72 oficiais Chetnik e 7.963 homens estavam sendo fornecidos pelo Comando da Gendarmaria Sérvia. Este número ficou aquém do tamanho máximo autorizado de 8.745 homens e incluiu dois ou três mil Chetniks de Mihailović que foram legalizados em novembro de 1941.  No mesmo mês, Pećanac solicitou permissão dos italianos para que suas forças se movessem para o leste de Montenegro, mas foi recusado devido às preocupações italianas de que os Chetniks se mudariam para Sandžak. 
Em abril de 1942, o General Comandante Alemão na Sérvia, General der Artillerie (General) Paul Bader, emitiu ordens dando números de unidade C – 39 a C – 101 aos destacamentos Pećanac Chetnik, que foram colocados sob o comando da divisão alemã local ou posto de comando da área. Estas ordens também exigiam o envio de um oficial de ligação alemão com todos os destacamentos envolvidos em operações e limitavam o seu movimento fora da área atribuída. O fornecimento de armas e munições também foi controlado.  Em julho de 1942, Mihailović providenciou para que o governo iugoslavo no exílio denunciasse Pećanac como traidor.   Sua colaboração contínua arruinou o que restava da reputação que ele havia desenvolvido nas Guerras dos Balcãs e na Primeira Guerra Mundial.
Os alemães logo descobriram que as unidades de Pećanac eram ineficientes, pouco confiáveis e de pouca utilidade militar. Os Chetniks de Pećanac entravam em confronto regular e tinham rivalidades com outros auxiliares alemães, como a Guarda Estatal Sérvia e o Comando Voluntário Sérvio, bem como com os Chetniks de Mihailović.  Os alemães e o governo fantoche começaram a dissolvê-los em setembro de 1942, e todos, exceto um, foram dissolvidos no final de 1942. O último destacamento foi dissolvido em março de 1943. Os seguidores de Pećanac foram dispersos por outras forças auxiliares alemãs, unidades de trabalho alemãs e campos de prisioneiros de guerra. Muitos desertaram para se juntar a Mihailović. Nada se sabe sobre as atividades de Pećanac nos meses que se seguiram, exceto que ele foi internado por algum tempo pelo governo fantoche sérvio. 

## Morte
Os relatos da captura e morte de Pećanac variam. De acordo com um relato, Pećanac, quatro dos seus líderes e 40 dos seus seguidores foram capturados pelas forças leais a Mihailović em fevereiro de 1944. Todos foram mortos em poucos dias, exceto Pećanac, que permaneceu sob custódia para escrever suas memórias de guerra antes de ser executado em 5 de maio de 1944.  Outra fonte afirma que ele foi assassinado em 6 de junho de 1944 por Chetniks leais a Mihailović. 

#### Livros
- Glenny, Misha (2012). The Balkans: 1804–2012. London, England: Granta Books. ISBN 978-1-77089-273-6
- Lazić, Sladjana (2011). «The Collaborationist Regime of Milan Nedić». In:  Ramet, Sabrina P.; Listhaug, Ola. Serbia and the Serbs in World War Two. London, England: Palgrave Macmillan. pp. 17–43. ISBN 978-0-230-27830-1
- Malcolm, Noel (2002). Kosovo: A Short History. London, England: Pan. ISBN 978-0-330-41224-7
- Milazzo, Matteo J. (1975). The Chetnik Movement & the Yugoslav Resistance. Baltimore, Maryland: Johns Hopkins University Press. ISBN 978-0-8018-1589-8
- Mitrović, Andrej (2007). Serbia's Great War, 1914–1918. West Lafayette, Indiana: Purdue University Press. ISBN 978-1-55753-476-7
- Newman, John Paul (2012). «Paramilitary Violence in the Balkans». In:  Gerwarth, Robert; Horne, John. War in Peace: Paramilitary Violence in Europe After the Great War. Oxford, England: Oxford University Press. ISBN 978-0-19-968605-6
- Newman, John Paul (2015). Yugoslavia in the Shadow of War: Veterans and the Limits of State Building, 1903–1945. Cambridge, England: Cambridge University Press. ISBN 978-1-10707-076-9
- Pavlowitch, Stevan K. (2002). Serbia: The History Behind the Name. London, England: C. Hurst & Co. ISBN 978-1-85065-476-6
- Pavlowitch, Stevan K. (2007). Hitler's New Disorder: The Second World War in Yugoslavia. New York, New York: Columbia University Press. ISBN 978-1-85065-895-5
- Ramet, Sabrina P. (2006). The Three Yugoslavias: State-Building and Legitimation, 1918–2005. Bloomington, Indiana: Indiana University Press. ISBN 978-0-253-34656-8
- Roberts, Walter R. (1973). Tito, Mihailović and the Allies 1941–1945. Durham, North Carolina: Duke University Press. ISBN 978-0-8223-0773-0
- Singleton, Frederick Bernard (1985). A Short History of the Yugoslav Peoples. New York, New York: Cambridge University Press. ISBN 978-0-521-27485-2
- Tomasevich, Jozo (1975). War and Revolution in Yugoslavia, 1941–1945: The Chetniks. Stanford, California: Stanford University Press. ISBN 978-0-8047-0857-9
- Tomasevich, Jozo (2001). War and Revolution in Yugoslavia, 1941–1945: Occupation and Collaboration. Stanford, California: Stanford University Press. ISBN 978-0-8047-3615-2
- Živković, Milutin D. (2017). Санџак 1941–1943 [Sandžak 1941–1943] (Doctoral) (em servo-croata). Belgrade: University of Belgrade. OCLC 1242119546

#### Jornais
- Hehn, Paul N. (1971). «Serbia, Croatia and Germany 1941–1945: Civil War and Revolution in the Balkans». Edmonton: University of Alberta. Canadian Slavonic Papers. 13 (4): 344–373. JSTOR 40866373. doi:10.1080/00085006.1971.11091249